# Embajada de España en Honduras
La Embajada de España en Honduras es la máxima representación legal del Reino de España en la República de Honduras. 
La Embajada de España gestiona iniciativas e inversiones de desarrollo económico de la Cooperación Española, llevando a cabo la restauración de muchos sitios históricos de Honduras como la Caxa Real y la Catedral de Comayagua en Comayagua, o parques en Santa Rosa de Copán. La Embajada de España también gestiona el Centro Cultural de España en Tegucigalpa abierto desde 2007.

## Historia
El 17 de noviembre de 1894, España y Honduras establecieron relaciones diplomáticas con la firma de un Tratado de Paz y Amistad. Después de la independencia, una pequeña comunidad de catalanes emigraron a Honduras. En septiembre de 1977, el Rey Juan Carlos I de España realizó su primera y única visita oficial a Honduras.

## Embajador
El actual embajador es Diego Nuño García, quien fue nombrado por el gobierno de Pedro Sánchez el 5 de julio de 2022.

## La Embajada de España
El Reino de España concentra su representación en el país en la embajada en la capital nacional de Honduras. Las funciones principales de la Embajada consisten en promover las relaciones bilaterales entre España y Honduras en todos los ámbitos y dar protección y asistencia a los ciudadanos españoles residentes o transeúntes en Honduras, de acuerdo a las leyes y normativa vigentes. 
La cancillería y el consulado-general de España se encuentra en Santander #801, Colonia Matamoros, Tegucigalpa.

## Otras dependencias de la Embajada de España
Aparte, España tiene los siguientes dependencias afuera de las instalaciones de la Cancillería:
- Oficina Económica y Comercial (Centro de Negocios Las Lomas, Avenida República de Costa Rica s/n, 4.º piso, Colonia Lomas del Mayab, Tegucigalpa)
- Oficina Técnica de Cooperación AECID (Calle República de Colombia #2329, Colonia Palmira, Tegucigalpa)
- Centro Cultural de España en Tegucigalpa (1.ª Calle de la Colonia Palmira #655, Tegucigalpa)

## Galería

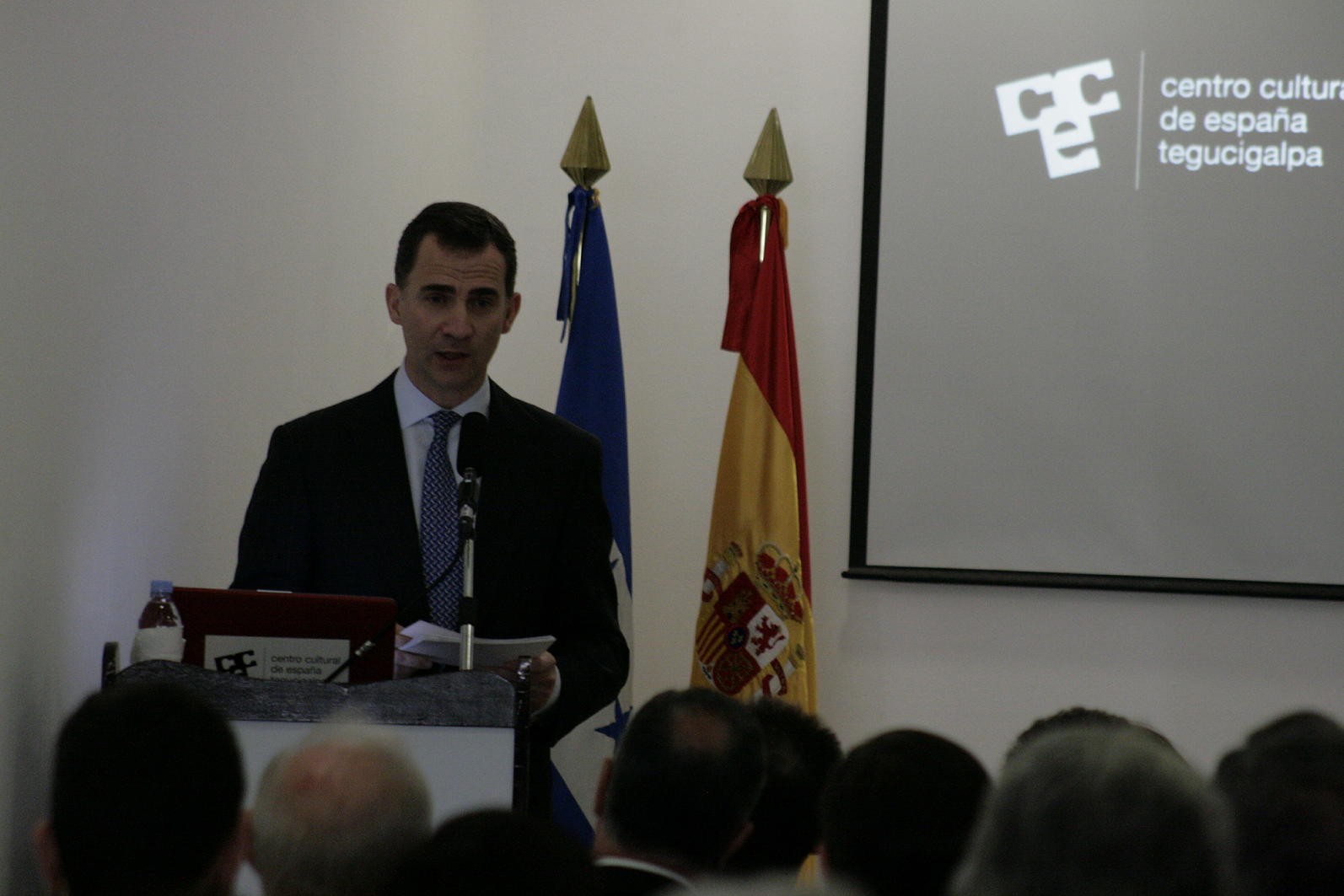
El rey Felipe VI de España (entonces Príncipe de Asturias) en el Centro Cultural de España en Tegucigalpa
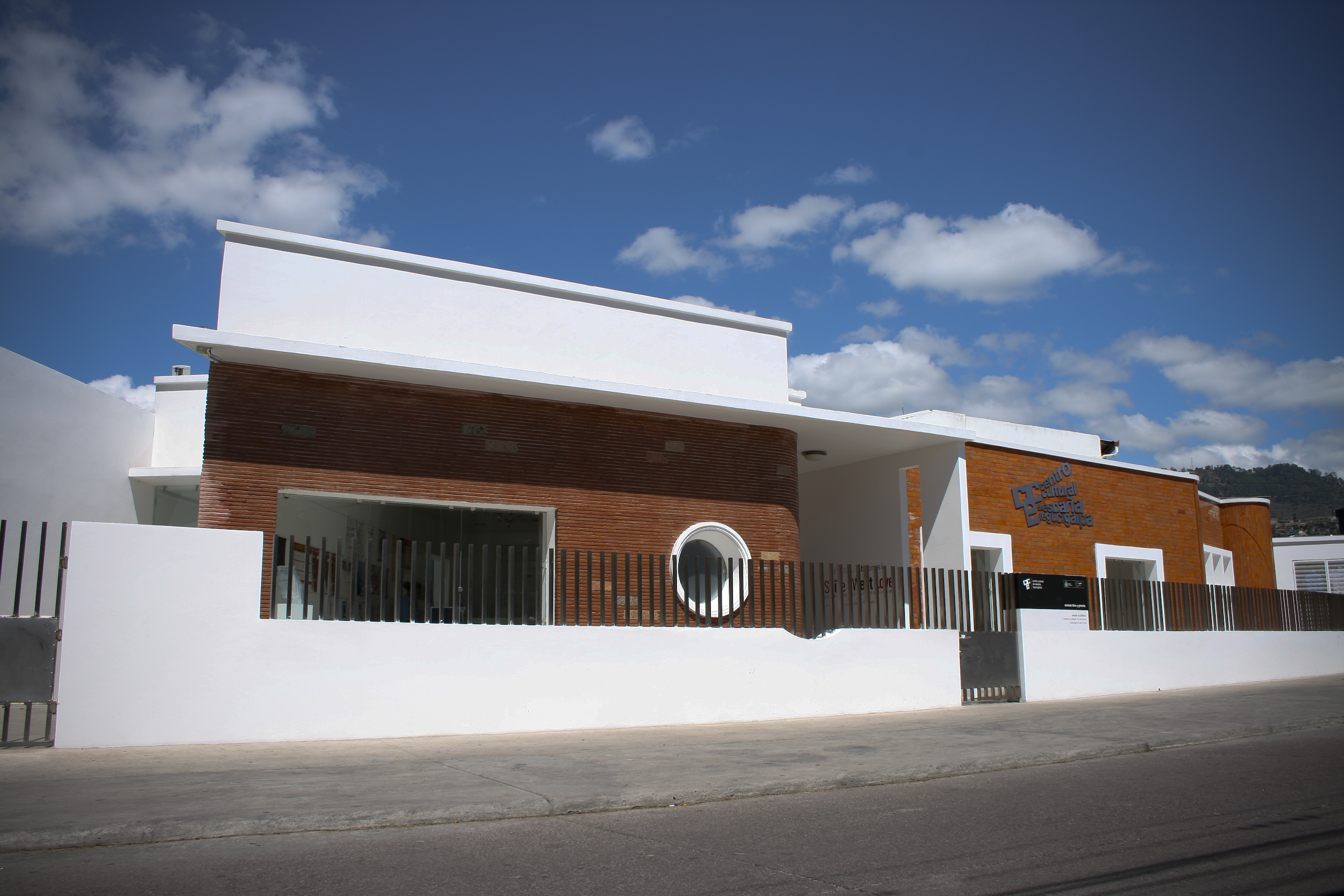
Centro Cultural de España en Tegucigalpa abierto en 2007.